# The Sex Lives of College Girls
The Sex Lives of College Girls è una serie televisiva statunitense ideata da Mindy Kaling e Justin Noble, trasmessa dal 18 novembre 2021 su HBO Max. Nel dicembre 2021 la serie è stata rinnovata per una seconda stagione, distribuita dal 17 novembre al 15 dicembre 2022, cui ha fatto seguito una terza, trasmessa dal 21 novembre 2024 al 23 gennaio 2025. Il 18 marzo 2025, la serie è stata cancellata dopo tre stagioni.
In Italia la serie è inedita.

## Trama
La serie segue le vicende di quattro ragazze diciottenni, matricole e compagne di alloggio nel fittizio Essex College del Vermont, esplorando le varie difficoltà della loro vita universitaria e dell'ingresso nell'età adulta, oltre alle nuove esperienze del loro stile di vita sessualmente attivo.

## Episodi
| Stagione         | Episodi | Prima TV USA | Prima TV Italia |
| ---------------- | ------- | ------------ | --------------- |
| Prima stagione   | 10      | 2021         | Inedita         |
| Seconda stagione | 10      | 2022         | Inedita         |
| Terza stagione   | 10      | 2024-2025    | Inedita         |

## Personaggi e interpreti

### Principali
- Kimberly Finkle (stagioni 1-3), interpretata da Pauline Chalamet.
Timida ragazza nativa di Gilbert, Arizona, proveniente da una realtà totalmente bianca e molto povera, si mantiene lavorando alla caffetteria del campus, il Sips. Inizialmente molto impacciata e con varie difficoltà ad ambientarsi, col proseguire della serie diventa sempre più emancipata e caparbia, intraprendendo inoltre diverse brevi relazioni con Nico, Jackson, Canaan, Eli e Brian.
- Bela Malhotra (stagioni 1-3), interpretata da Amrit Kaur.
Ragazza indo-americana di Nutley, New Jersey, sessualmente intraprendente e determinata a diventare una comica. Inizialmente unitasi al Catullan, prestigiosa rivista comica del campus, la lascia dopo aver subito molestie fondando il Foxy, dalla quale però viene cacciata per la sua condotta egoista, decidendo quindi di lavorare su di sé, diventando la responsabile del dormitorio e scoprendosi bisessuale.
- Leighton Murray (stagioni 1-2, ricorrente stagione 3), interpretata da Reneé Rapp.
Facoltosa ragazza di New York, segretamente lesbica e desiderosa di compiacere le grandi aspettative materne. Col progredire delle vicende diventa sempre più empatica e sensibile verso le tematiche LGBTQ+, trova il coraggio di fare coming out, inizia a sperimentare con varie ragazze e ha una breve relazione con Tatum, salvo poi riallacciare i rapporti con la sua ragazza storica Alicia, assieme alla quale si trasferisce a Boston dopo essere stata ammessa all'MIT.
- Whitney Chase (stagioni 1-3), interpretata da Alyah Chanelle Scott.
Ragazza originaria di Seattle, figlia di una senatrice e campionessa di calcio, ha una relazione segreta con l'assistente coach della sua squadra, che però lascia in quanto sposato; in seguito ha frequentazioni più o meno importanti con Andrew e Isaiah oltre a una relazione altalenante con Canaan. Intraprende un doppio percorso di laurea in biochimica e storia afroamericana.
- Nico Murray (stagione 1), interpretato da Gavin Leatherwood.
Fratello maggiore di Leighton e interesse sentimentale di Kimberly. Dopo essere stato espulso dall'Essex per aver sottratto e fatto circolare delle copie degli esami con la sua confraternita si trasferisce all'Università Cornell.
- Canaan Greene (stagioni 1-3), interpretato da Christopher Meyer.
Collega di Kimberly al Sips e interesse sentimentale di Whitney, che tuttavia lascia a causa delle paranoie di quest'ultima sulla sua fedeltà. Col progredire delle vicende ha una breve frequentazione con la collega salvo poi tornare assieme a Whitney.
- Lila Flores (stagioni 1-3), interpretata da Ilia Isorelýs Paulino.
Esuberante collega di Kimberly al Sips, che successivamente diventa la nuova manager ed una delle scrittrici del Foxy. Nel corso della serie lega molto con le protagoniste, divenendo molto amica di tutto il gruppo.
- Willow (stagioni 1-in corso), interpretata da Renika Williams.
Compagna di squadra, amica e confidente di Whitney, dichiaratamente lesbica.
- Jocelyn (stagioni 1-3), interpretata da Lauren “Lolo” Spencer.
Studentessa paraplegica dell'Essex e nota influencer.
- Alicia (stagione 1, 3, guest stagione 2), interpretata da Midori Francis.
Responsabile del centro femminile dell'Essex, interesse sentimentale di Leighton e sua prima ragazza; nonostante si separino per un breve periodo a causa dell'insistenza di Leighton a mantenere segreta la loro relazione, si rimettono assieme dopo che quest'ultima fa coming out e vanno a convivere a Boston, dove Alicia accetta un lavoro in municipio.
- Eric Miller (stagione 2, ricorrente stagione 1), interpretato da Mekki Leeper.
Editore capo del Catullan, interesse sentimentale e primo ragazzo di Bela, che però in seguito lascia dopo che quest'ultima lo tradisce in un disperato tentativo di favorire la sua carriera.
- Jackson (stagione 2), interpretato da Mitchell Slaggert.
Rifugiato climatico del Kansas e inquilino della stanza accanto alle protagoniste, ha una breve relazione con Kimberly che tuttavia finisce quando quest'ultima si rende conto dei sentimenti provati per Canaan.
- Taylor (stagione 3), interpretata da Mia Rodgers.
Sofisticata ragazza originaria di Mayfair e apertamente queer immatricolatasi all'Essex durante il secondo anno delle protagoniste. Dopo un inizio turbolento con Bela, le confida i suoi problemi di alcolismo stringendo con lei una solida amicizia complice. Inizialmente invaghita della sua compagna di stanza, va successivamente a convivere con Ash.
- Kacey Baker (stagione 3), interpretata da Gracie Lawrence.
Ingenua ed ottimista ragazza di Charleston, Carolina del Sud, compagna d'alloggio di Kimberly, Bela e Whitney dopo la partenza di Leighton. Trasferitasi dall'Università Duke per stare col ragazzo con cui ha fatto promessa di castità, lo lascia dopo averlo scoperto infedele iniziando a reinventarsi, entrando nel gruppo teatrale dell'Essex e perdendo la verginità con Cooper.

### Ricorrenti

#### Introdotti nella prima stagione
- Henry Murray (stagioni 1-3), interpretato da Rob Huebel.
Padre di Nico e Leighton, ricco imprenditore e a sua volta ex-studente dell'Essex.
- Mimi Murray (stagioni 1-2), interpretata da Gillian Vigman.
Madre di Nico e Leighton, che tuttavia ha una forte preferenza per il primogenito.
- Carol Finkle (stagioni 1-3), interpretata da Nicole Sullivan.
Madre di Kimberly, casalinga dal carattere molto pragmatico.
- Dale Finkle (stagioni 1-3), interpretato da Craig Cackowski.
Padre di Kimberly, impiegato al Walgreens estremamente emotivo.
- Reena Malhotra (stagione 1-3), interpretata da Kavi Ramachandran Ladnier.
Madre di Bela, che, seppur riluttante, supporta il suo sogno di diventare una comica.
- Nevaan Malhotra (stagioni 1-3), interpretato da Mueen Jahan.
Padre di Bela, esuberante proprietario di una catena di ristoranti.
- Evette Chase (stagioni 1-3), interpretata da Sherri Shepherd.
Madre di Whitney, senatrice dello Stato di Washington.
- Dalton (stagione 1), interpretato da James Morosini.
Assistente coach della squadra di Whitney, con cui ha una fugace relazione extraconiugale. Viene licenziato una volta il college scopre la tresca.
- Tim Lacey (stagioni 1-2), interpretato da Matt Malloy.
Presidente dell'Essex College, individuo rigido e incorruttibile ma anche equo e piuttosto solidare con gli studenti.
- Roger (stagioni 1-2), interpretato da Stephen Guarino.
Manager del Sips e capo di Kimberly finché non viene licenziato per inefficienza.
- Gertrude Woods (stagione 1), interpretata da Jillian Armenante.
Coach della squadra di Whitney, che scopre la sua tresca con Dalton ma rifiuta di denunciarla alla commissione disciplinare e viene quindi licenziata.
- Ryan Hutton (stagione 1), interpretato da Conor Donnally.
Scrittore del Catullan che viene cacciato per aver molestato Bela e un'altra scrittrice.
- Evangeline Hashima (stagioni 1-2), interpretata da Sierra Katow.
Scrittrice del Catullan che in seguito lascia per fondare il Foxy con Bela.
- Carla (stagioni 1-2, guest stagione 3), interpretata da Isabella Roland.
Scrittrice del Catullan che in seguito lascia per fondare il Foxy con Bela.
- Jo (stagioni 1-2), interpretata da Cheyenne Perez.
Scrittrice del Catullan che in seguito lascia per fondare il Foxy con Bela.
- Jena (stagioni 1-2), interpretata da Maya Rose.
Compagna di squadra di Whitney, di cui diventa amica dopo un'iniziale rivalità.
- Trish Feldman (stagioni 1-3), interpretata da Betti.
Studentessa dell'Essex e compagna di dormitorio delle protagoniste, inizialmente introdotta come "Travis", intraprende poi il percorso di transizione.
- Frude Rasmunssen (stagioni 1-2, guest stagione 3), interpretato da Scott Lipman.
Responsabile delle matricole nel dormitorio delle protagoniste, che in seguito torna in Svezia per motivi di salute lasciando il posto a Bela.
- Ginger (stagioni 1-3), interpretata da Amanda Ripley.
Membro del centro femminile dove Leighton fa volontariato.
- Tova (stagioni 1-3), interpretatə da Vico Ortiz.
Membro del centro femminile dove Leighton fa volontariato.
- Professor Harpin (stagioni 1-2), interpretato da Gedde Watanabe.
L'insegnante di biochimica di Bela e Whitney.
- Jayla (stagioni 1-3), interpretata da Donielle Nash.
Amica di Whitney, Canaan e Willow residente nel dormitorio di questi ultimi.

#### Introdotti nella seconda stagione
- Zoe (stagione 2), interpretata da Aketra Sevillian.
Collega di Kimberly al Sips con un'attrazione non corrisposta per Canaan.
- Andrew Fuller (stagione 2), interpretato da Charlie Hall.
Compagno di Bela e Whitney al corso di biochimica con cui quest'ultima ha una breve relazione.
- Tatum (stagione 2), interpretata da Gracie Dzienny.
Ragazza molto simile a Leighton con cui quest'ultima ha una breve e malsana relazione sentimentale.

#### Introdotti nella terza stagione
- Isaiah (stagione 3), interpretato da Devin Craig.
Facoltoso studente dell'Essex membro di una confraternita ed interesse amoroso di Whitney, con la quale ha una relazione che finisce dopo il riemergere dei sentimenti di lei per Canaan.
- Rina (stagione 3), interpretata da Zoe Lam.
Compagna di squadra di Whitney con cui quest'ultima fatica a legare.
- Eli (stagione 3), interpretato da Michael Provost.
Ragazzo bisessuale impiegato all'ufficio alloggi dell'Essex, molto amante di rave e stupefacenti, che si frequenta con Kimberly per un breve periodo.
- Arvind (stagione 3), interpretato da Nabeel Muscatwalla.
Responsabile delle matricole di un dormitorio diverso da quello delle protagoniste, Bela inizia una relazione con lui dopo che questi si lascia con la sua ragazza storica, sebbene poi si lascino nel momento in cui essa gli rivela il suo quantitativo di amanti precedenti.
- Calvin Blake (stagione 3), interpretato da Tyler Barnhardt.
Fidanzato storico di Kacey sin dalle elementari con cui essa ha stretto una promessa di castità, che tuttavia il ragazzo infrange tradendola ripetutamente e spingendola a lasciarlo.
- Dorfmann (stagione 3), interpretata da Rebecca Wisocky.
Professoressa responsabile del gruppo teatrale dell'Essex College che prende Kacey in forte antipatia.
- Cooper (stagione 3), interpretato da Roby Attal.
Membro del gruppo teatrale dell'Essex, inizia una relazione con Kacey che porterà quest'ultima a perdere la verginità, sebbene poco tempo dopo lui la lasci a causa delle eccessive pressioni fattegli riguardo al loro futuro come coppia.
- Leah Friedman (stagione 3), interpretata da Tig Notaro.
Professoressa di scienze politiche che prende Kimberly sotto la sua ala permettendole di prendere parte a un suo simposio di legge normalmente riservato agli studenti dell'ultimo anno.
- Brian (stagione 3), interpretato da Michael Hsu Rosen.
Studente che prende parte al simposio della professoressa Friedman assieme Kimberly, con la quale condivide molti tratti caratteriali e inizierà una relazione terminata nel momento in cui la ragazza è costretta a usare la forza per fargli cancellare una sua foto nuda da iCloud.
- Hale (stagione 3), interpretato da Brandon Keener.
Rigido ed intransigente nuovo coach della squadra di Whitney.
- Ash (stagione 3), interpretata da Ruby Cruz.
Matricola dell'Essex, interesse sentimentale, e in seguito convivente, di Taylor.

## Produzione

### Sviluppo
Nell'ottobre 2019 HBO Max ha annunciato la realizzazione della serie con il titolo provvisorio di College Girls. Ha ricevuto un ordine diretto di 13 episodi di mezz'ora con Mindy Kaling in veste di autrice, scrittrice, sceneggiatrice e produttrice esecutiva della serie in base al suo accordo generale con Warner Bros. Television. A maggio 2020, è stato confermato il lancio della serie nel 2021, con il nuovo titolo ufficiale The Sex Lives of College Girls. A ottobre 2020, è stato annunciato che il primo episodio sarebbe stato co-scritto da Kaling e Justin Noble di Non ho mai..., unitosi alla serie in veste di co-sceneggiatore e produttore esecutivo. Il 7 dicembre 2021 HBO Max ha rinnovato la serie per una seconda stagione, mentre il 14 dicembre 2022 per una terza. Il 18 marzo 2025 la serie è stata cancellata.

### Cast
Il 14 ottobre 2020 è stato annunciato il cast principale, composto da Pauline Chalamet, Amrit Kaur, Reneé Rapp e Alyah Chanelle Scott. Dylan Sprouse si è unito al cast principale nel dicembre 2020, ma è stato in seguito sostituito da Gavin Leatherwood il 12 marzo 2021, il quale si è unito al cast principale assieme a Midori Francis, Christopher Meyer, Ilia Isorelýs Paulino, Lolo Spencer e Renika Williams. Il 19 maggio 2021, Sherri Shepherd, Maya Rose, Rob Huebel, Nicole Sullivan, Conor Donnally, Sierra Katow, Mekki Leeper e James Morosini si sono uniti al cast in ruoli ricorrenti, hanno fatto seguito Izzy Roland, Kavi Ladnier, Stephen Guarino, Matt Malloy, Donielle Nash e Najee Muhammad il 16 agosto 2021, sempre come personaggi ricorrenti.
Nella seconda stagione della serie Leatherwood esce dal cast, mentre il 3 giugno 2022, Mitchell Slaggert vi si unisce tra gli interpreti principali e, il 15 agosto 2022, Charlie Hall entra a far parte del cast dei personaggi ricorrenti. Il 10 luglio 2023 è stato invece annunciato che Rapp avrebbe abbandonato la serie dopo la seconda stagione per concentrarsi sulla sua carriera musicale, comparendo nella terza solo in veste di guest star.
Nell'aprile 2024, è stato annunciato che Gracie Lawrence e Mia Rodgers sarebbero entrate a far parte del cast principale della serie nella terza stagione. Nel maggio 2024 Nabeel Muscatwalla, Rebecca Wisocky e Michael Hsu Rosen si sarebbero uniti al cast della terza stagione della serie in ruoli ricorrenti, così come Devin Craig, Ruby Cruz, Michael Provost e Roby Attal, annunciati il 18 giugno 2024.

### Riprese
Le riprese della serie sono iniziate il 20 novembre 2020 a Los Angeles e si sono svolte anche al Vassar College a metà del 2021. Il 19 giugno 2021, il membro ricorrente del cast Sherri Shepherd ha pubblicato un video dietro le quinte del suo personaggio in costume rivelando chela serie avrebbe debuttato alla fine del 2021. Le riprese per la seconda stagione sono iniziate alla fine di aprile 2022 presso il campus dell'Università del Washington a Seattle. Le riprese per la terza stagione sono iniziate il 4 marzo 2024 e si sono concluse il 10 giugno dello stesso anno.

## Distribuzione
The Sex Lives of College Girls è stato presentato in anteprima il 18 novembre 2021, con i primi due episodi disponibili immediatamente, seguiti da tre nuovi episodi il 25 novembre e il 2 dicembre, mentre gli ultimi due episodi della prima stagione sono andati in onda il 9 dicembre su HBO Max. La seconda stagione è stata invece distribuita il 17 novembre 2022, con due episodi disponibili immediatamente e altri due episodi disponibili ogni giovedì fino al finale di stagione il 15 dicembre. A novembre 2023, il presidente e CEO di HBO Casey Bloys ha annunciato che la terza stagione avrebbe debuttato nella primavera del 2024, data successivamente rinviata al 21 novembre 2024, col nuovo formato della cadenza di un episodio a settimana fino alla conclusione della stagione il 23 gennaio 2025.
Il 5 luglio 2022, la serie è diventata disponibile nella Repubblica d'Irlanda su RTÉ Player con alcuni episodi trasmessi anche su RTÉ2. Nel Regno Unito la serie è disponibile su ITVX, mentre in Belgio su Streamz.

## Accoglienza

### Critica
Per la prima stagione, il sito web aggregatore di recensioni Rotten Tomatoes ha riportato un indice di gradimento del 97% con una valutazione media di 7,6/10, basata su 30 recensioni di critici. Il consenso della critica sul sito dichiara che: «Sebbene The Sex Lives of College Girls non abbia riscritto il programma di Antropologia 101, ha successo con grazia come una scorribanda calorosa nel campus». Metacritic, che utilizza una media ponderata, ha assegnato un punteggio di 72 su 100 basato su 17 critici, indicando "recensioni generalmente favorevoli".
Saloni Gajjar di The A.V. Club ha dato alla prima stagione un B+ dichiarando che: «Il modo in cui lo show affronta il modo in cui gli adolescenti fanno fronte alla libertà improvvisa è sia divertente che veritiero». Angie Han di The Hollywood Reporter, ha dichiarato che non è «niente di nuovo o di fantasioso [ma] abbastanza caloroso e accorato da soddisfare».
Su Rotten Tomatoes, la seconda stagione ha un indice di gradimento del 93% con una valutazione media di 6,6/10, basata su 15 recensioni di critici. Il consenso critico del sito afferma: «Sfacciato e dolce come sempre, The Sex Lives of College Girls continua a eccellere come una rinfrescante svolta sulle indiscrezioni giovanili». Su Metacritic, ha invece ricevuto un punteggio di 79 su 100, basato su 6 critici, indicando "recensioni generalmente favorevoli".
La terza stagione, su Rotten Tomatoes, ha ha registrato un indice di gradimento del 33% con una valutazione media di 5.9/10 sulla base di sei recensioni. Taylor Gates di Collider le ha dato una valutazione di 8 su 10 elogiando la scrittura, la colonna sonora, i costumi, i nuovi personaggi e la performance di Kaur, Paulino e Scott.

### Riconoscimenti
The Sex Lives of College Girls è stata nominata per la categoria miglior nuova serie TV alla 33ª edizione dei GLAAD Media Awards nel 2022. Il suo dipartimento di casting (Elizabeth Barnes e Jennifer Euston) ha ricevuto una nomina alla 38ª edizione degli Artios Award nella categoria miglior casting dell'episodio pilota di una commedia. il comitato femminile della Broadcast Film Critics Association ha insignito la serie del premio "Seal of Female Empowerment in Entertainment" (SOFEE) per il suo eccezionale lavoro nell'illuminare «l'esperienza e la prospettiva femminile attraverso storie autenticamente raccontate e incentrate su donne».